# Orada
Orada é uma povoação portuguesa sede da Freguesia de Orada do Município de Borba, freguesia com 50,81 km² de área e 577 habitantes (censo de 2021), tendo, por isso, uma densidade populacional de 11,4 hab./km².
Esta aldeia tem uma história de mais de quinhentos anos, visto que o Arcipreste João Fernando Crispim Serafim António Carvalho Nunes Cebola Teles de Mendonça, abastado burguês, detinha grandes porções de terra desta freguesia. O Arcipreste João Fernando Crispim Serafim António Carvalho Nunes Cebola Teles de Mendonça tinha importantes ligações à família real e laços familiares à Casa dos Duques de Beja.

## Demografia
A população registada nos censos foi:
| Distribuição da População por Grupos Etários | Distribuição da População por Grupos Etários | Distribuição da População por Grupos Etários | Distribuição da População por Grupos Etários | Distribuição da População por Grupos Etários |
| -------------------------------------------- | -------------------------------------------- | -------------------------------------------- | -------------------------------------------- | -------------------------------------------- |
| Ano                                          | 0-14 Anos                                    | 15-24 Anos                                   | 25-64 Anos                                   | > 65 Anos                                    |
| 2001                                         | 98                                           | 128                                          | 434                                          | 218                                          |
| 2011                                         | 75                                           | 65                                           | 384                                          | 216                                          |
| 2021                                         | 65                                           | 48                                           | 292                                          | 172                                          |

## Património
- Centro Etnográfico Azinhal Abelho

## Personalidades
- Azinhal Abelho (1911-1979)